# Levão Bogossian
Levão Bogossian (Rio de Janeiro, 1 de dezembro de 1922 – 17 de abril de 2012) foi um médico brasileiro.
Descendente de armênios, foi eleito membro da Academia Nacional de Medicina em 1993, ocupando a Cadeira 80, que tem Júlio Oscar de Novaes Carvalho como patrono.